# 꼬치
꼬치는 꼬챙이에 꿴 음식이다.

## 지역별 꼬치 요리

### 한국

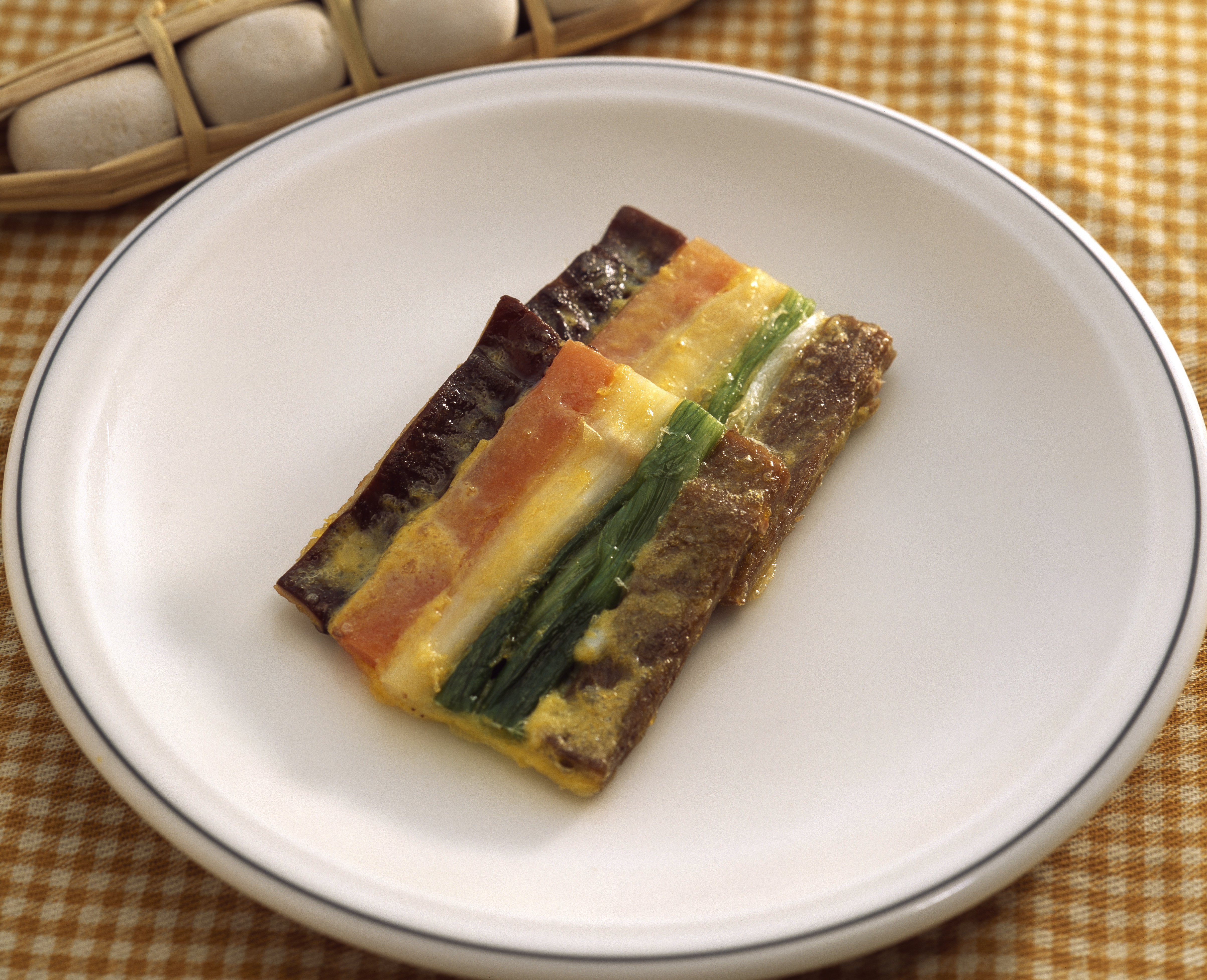
누름적
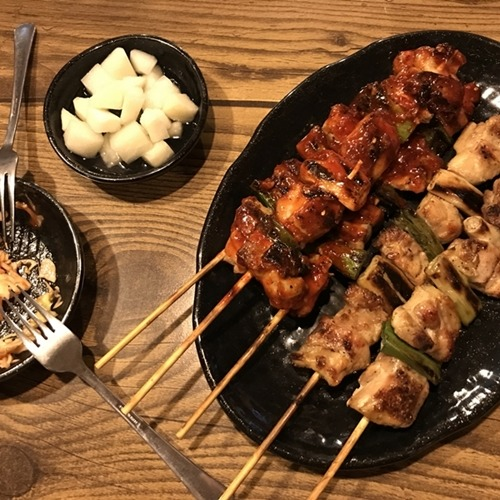
닭꼬치
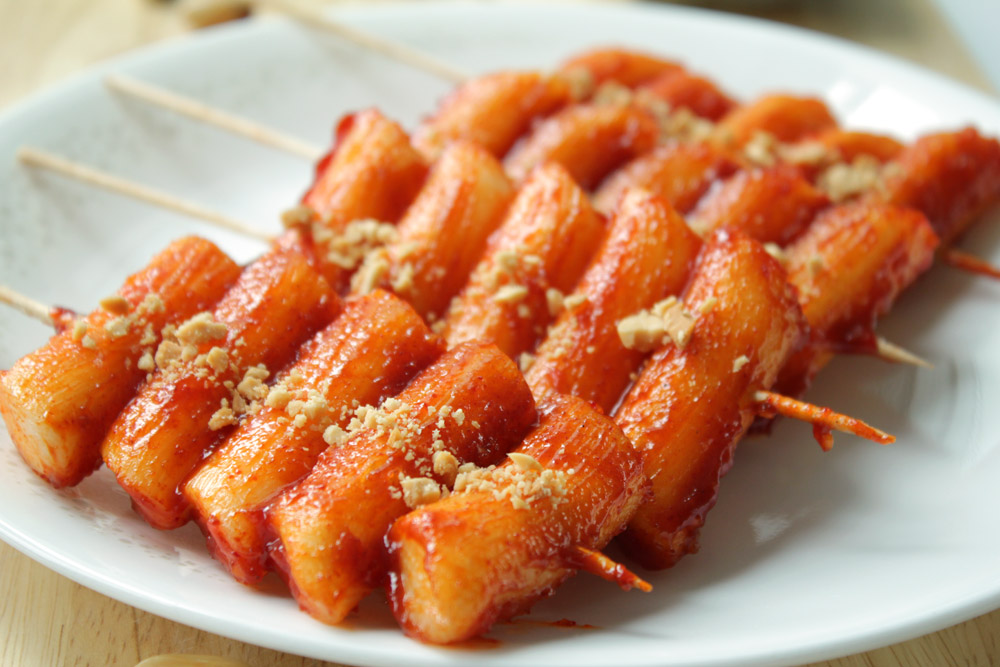
떡꼬치
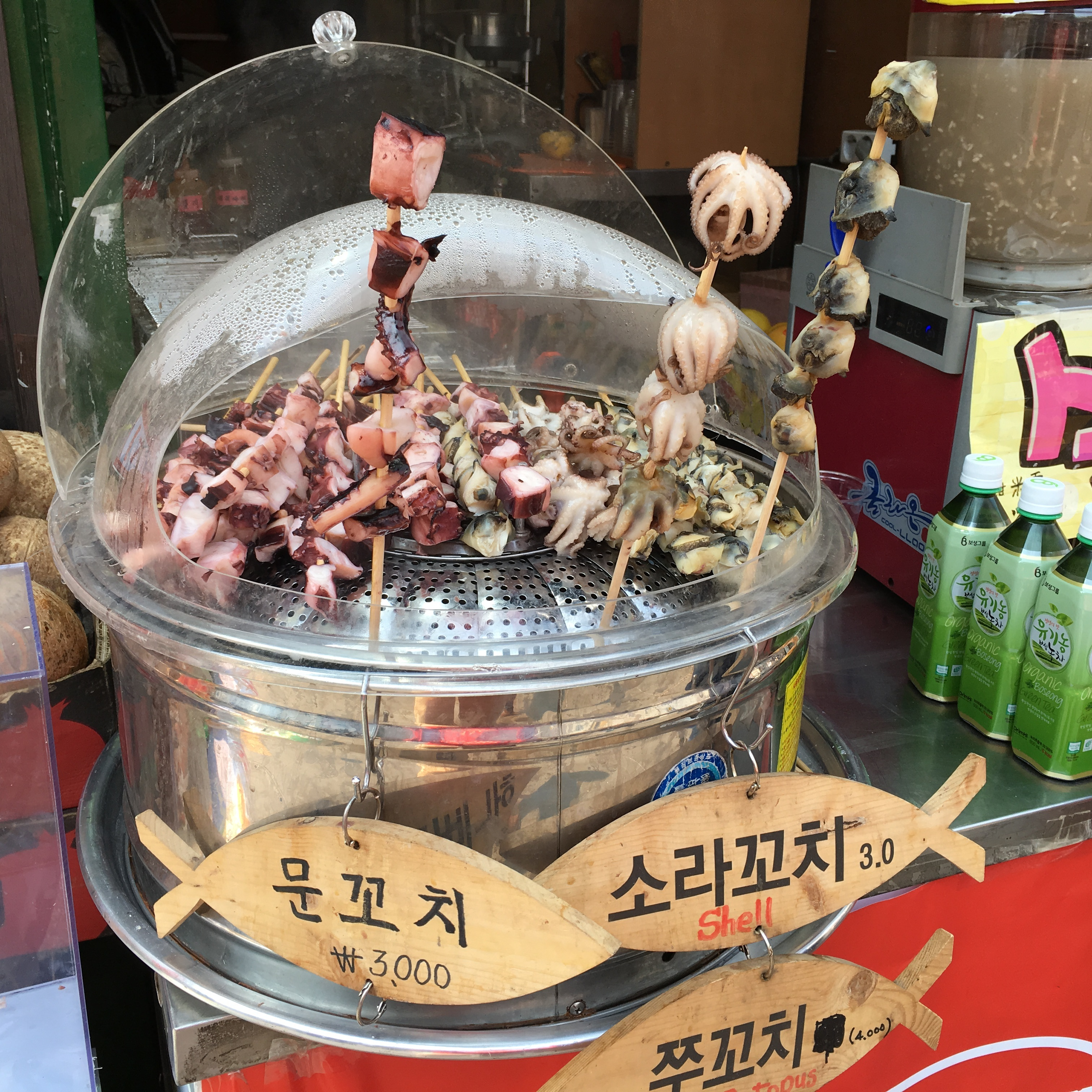
문꼬치, 소라꼬치, 쭈꼬치
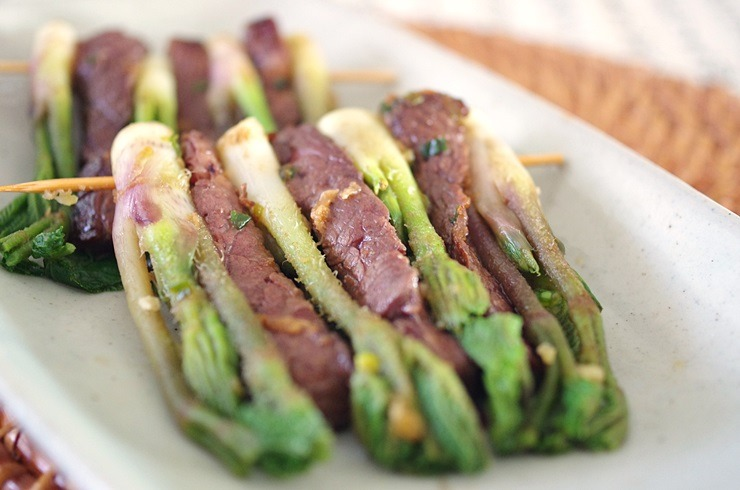
산적
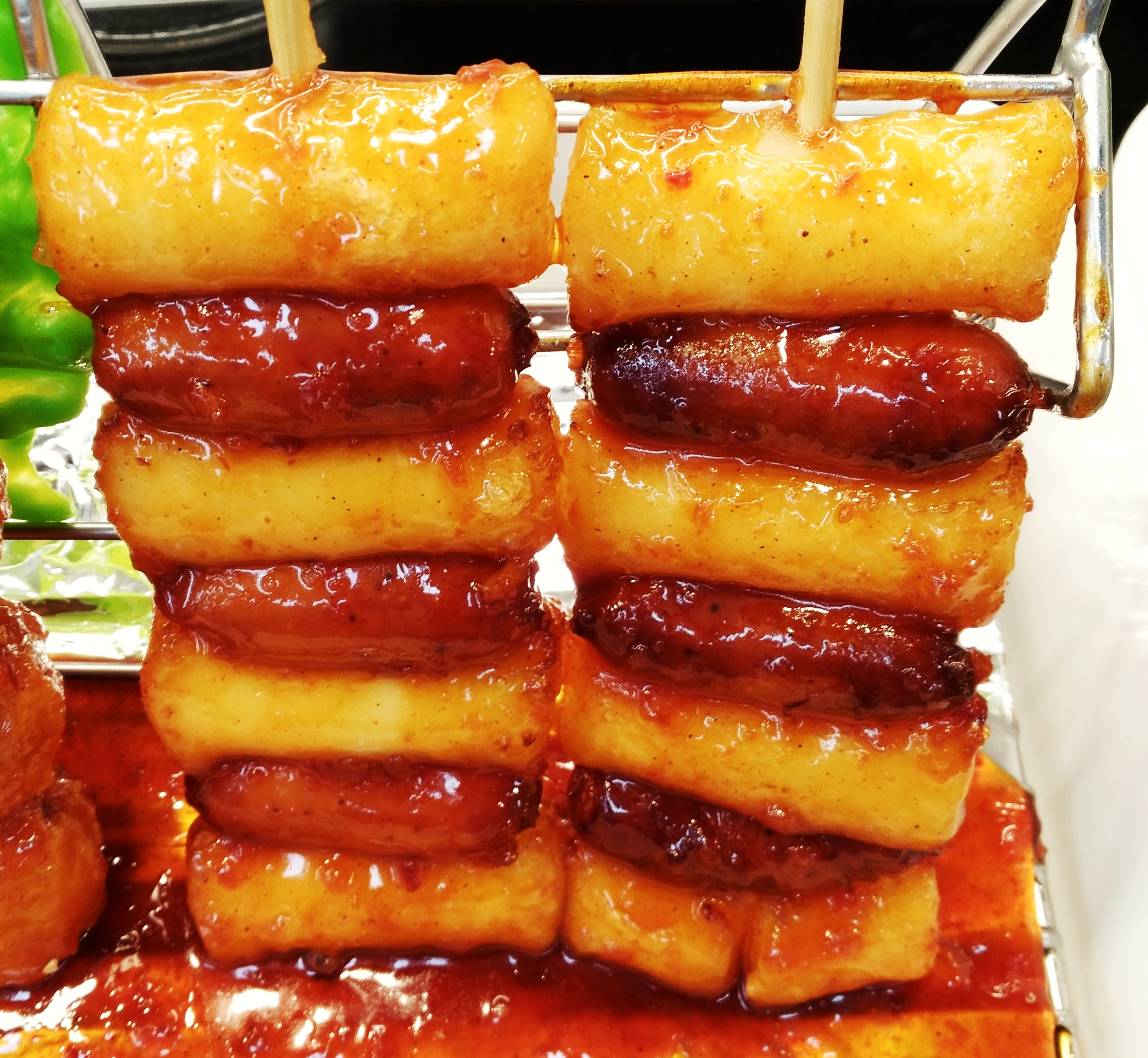
소떡소떡
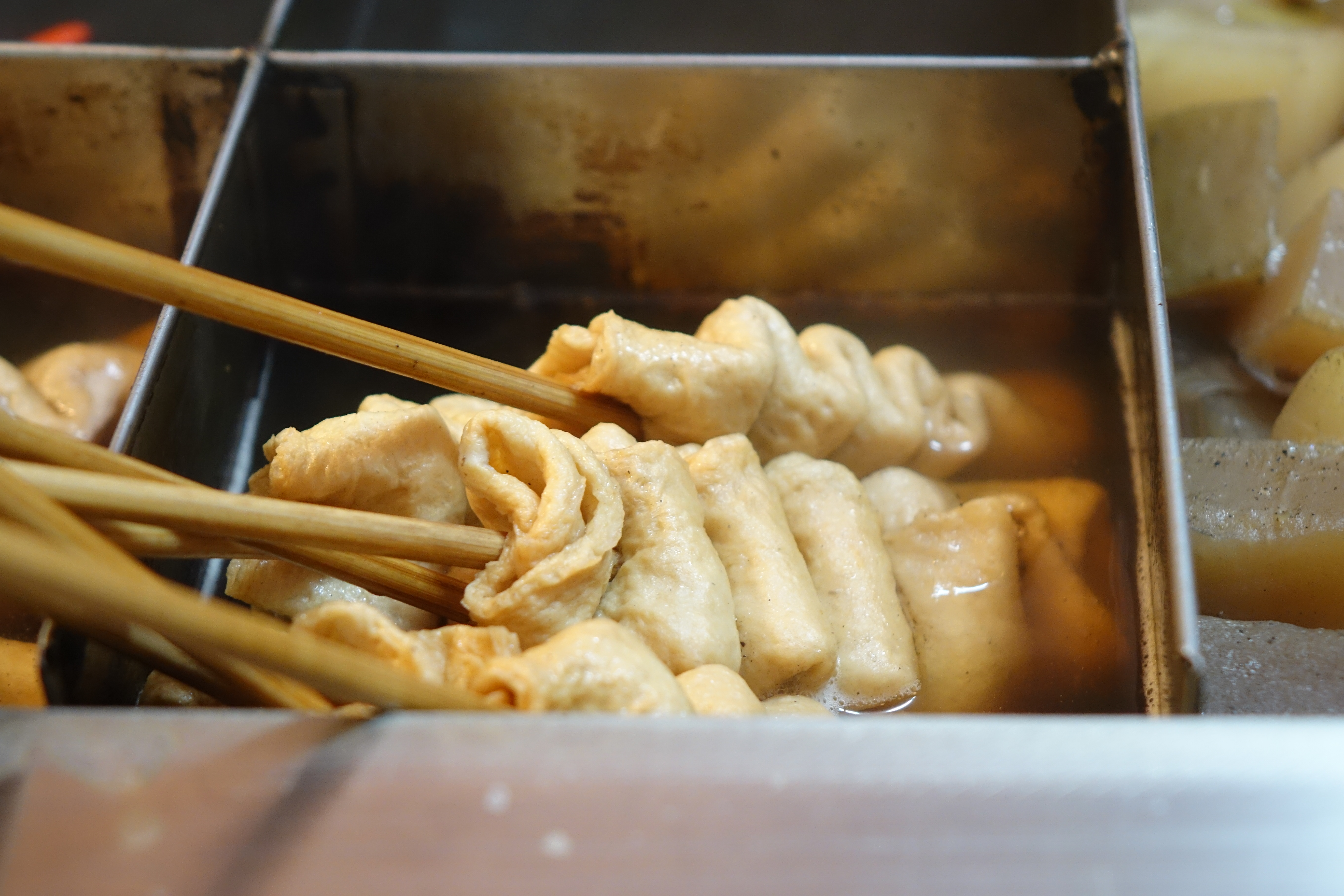
어묵꼬치
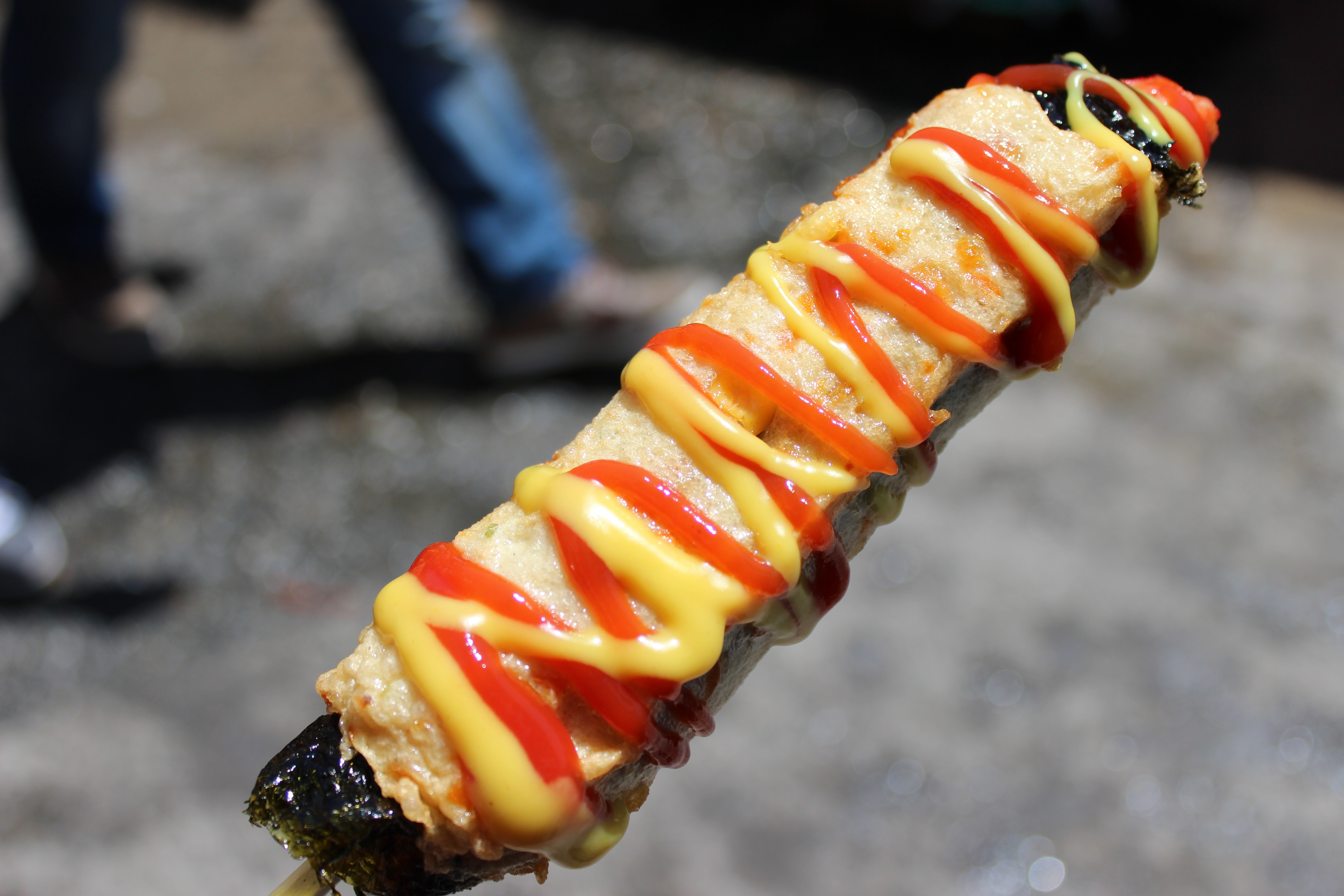
핫바

### 동아시아

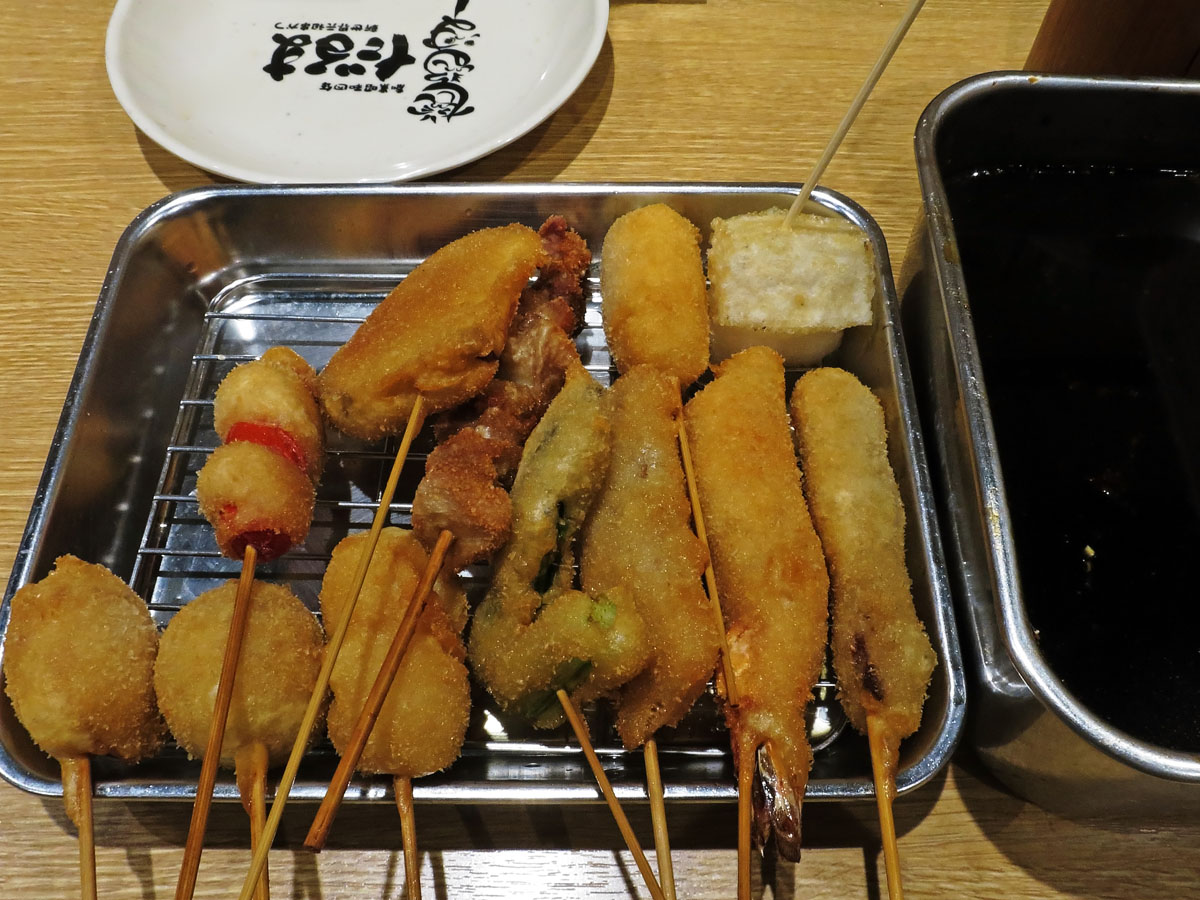
구시카쓰
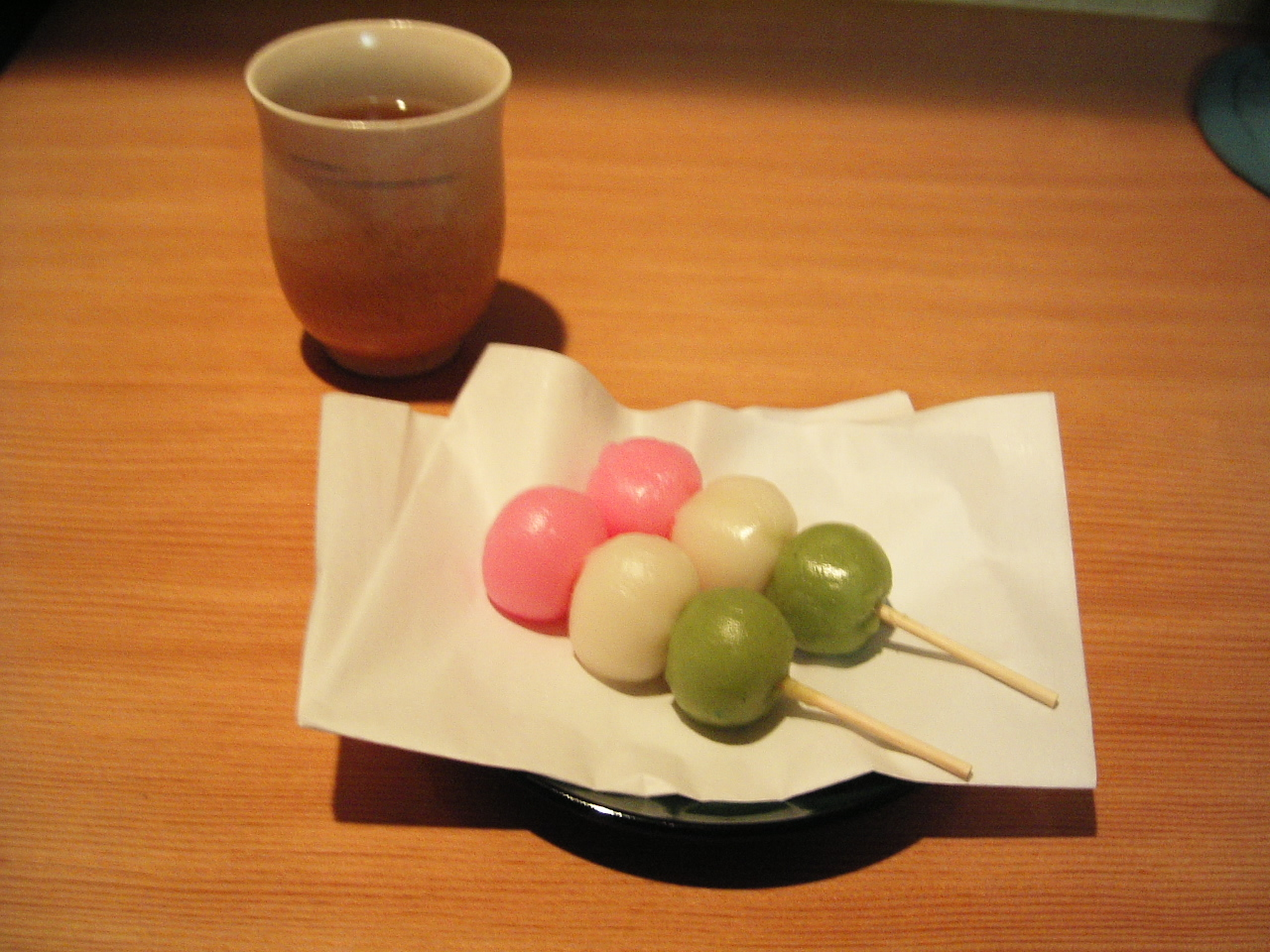
구시당고
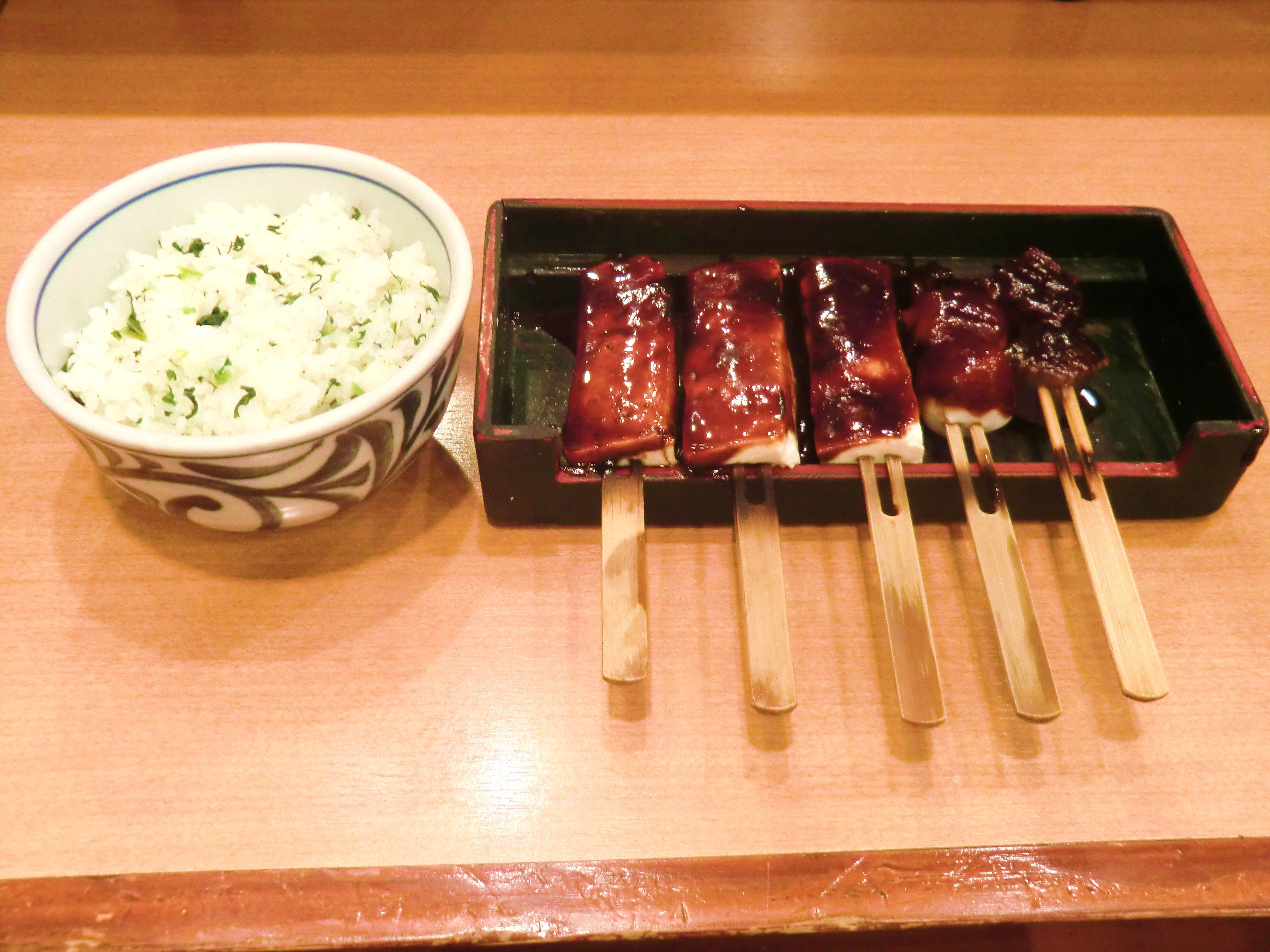
덴가쿠
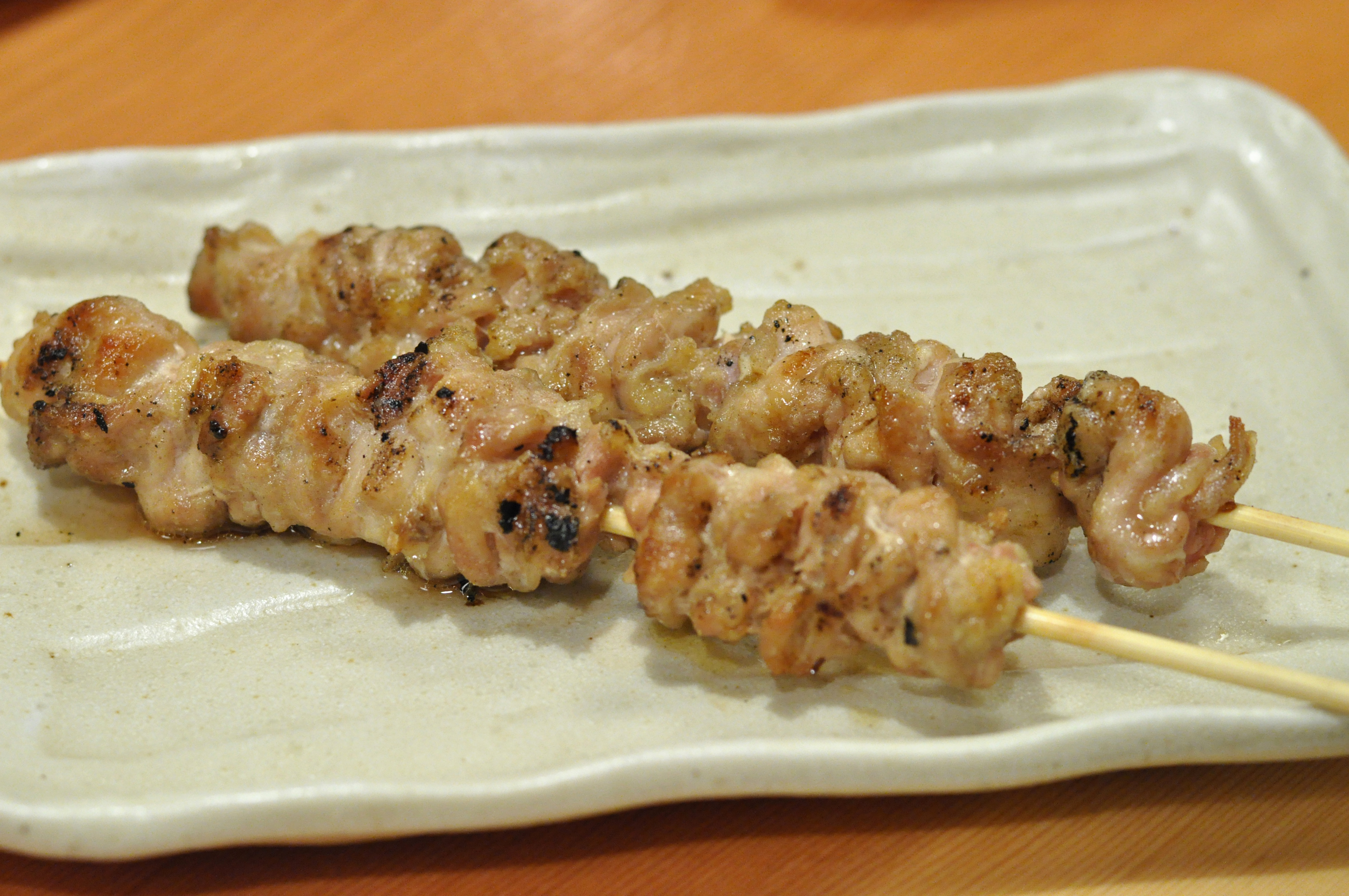
야키토리
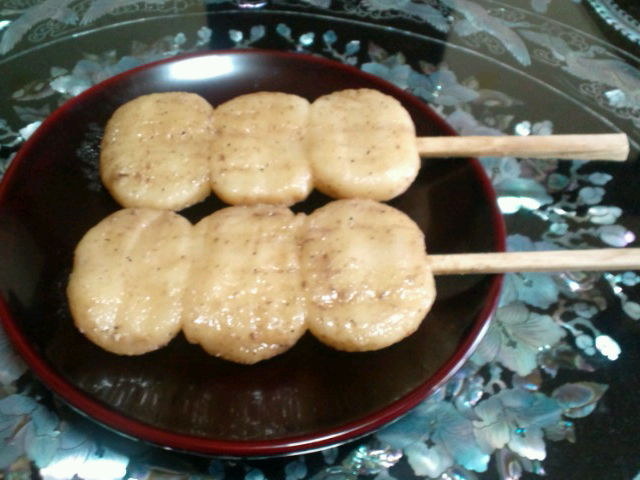
오차모치
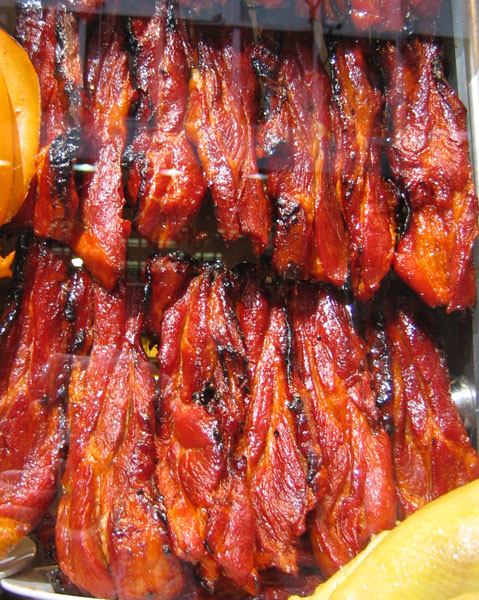
차시우
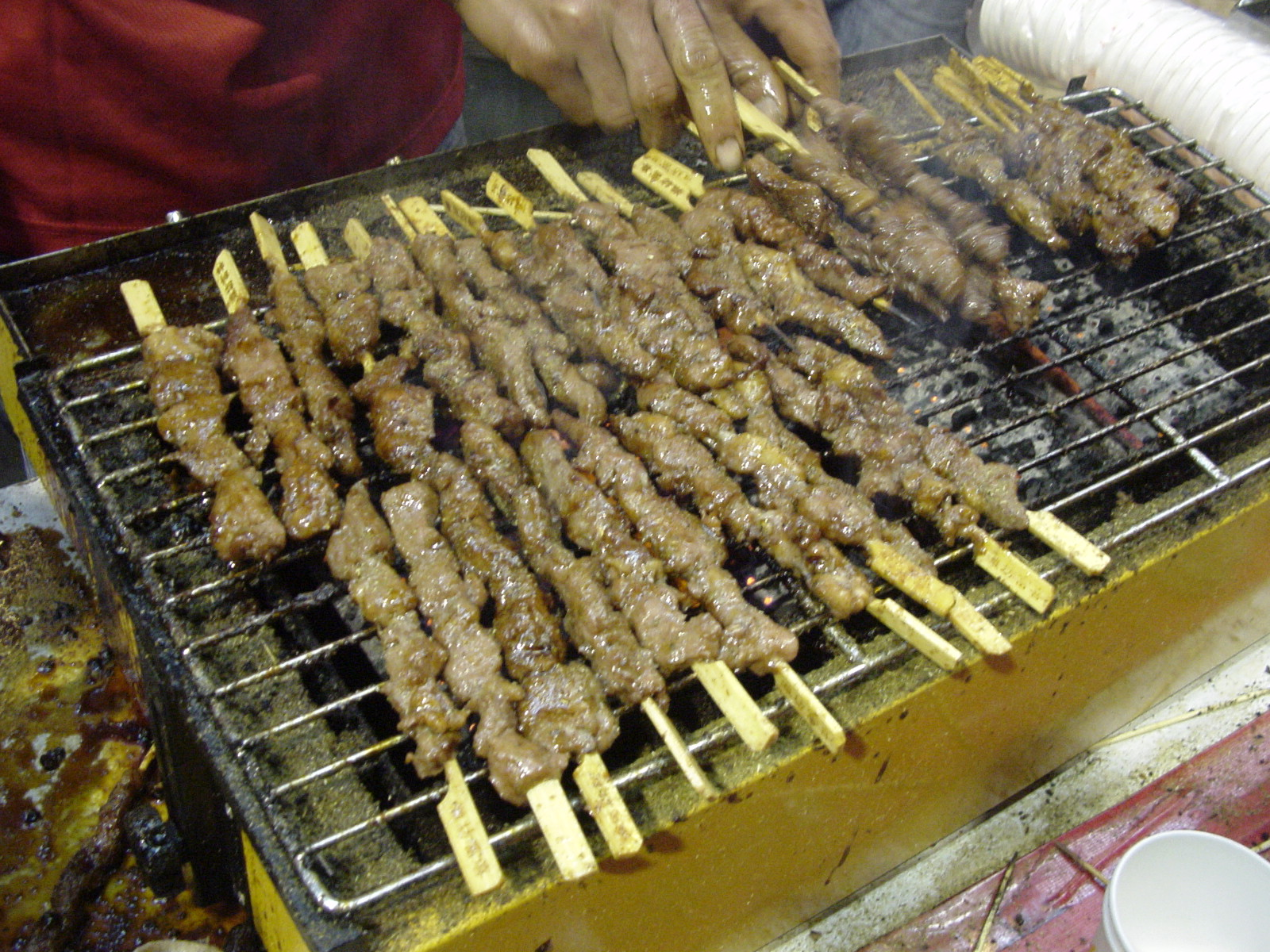
촨

### 동남아시아

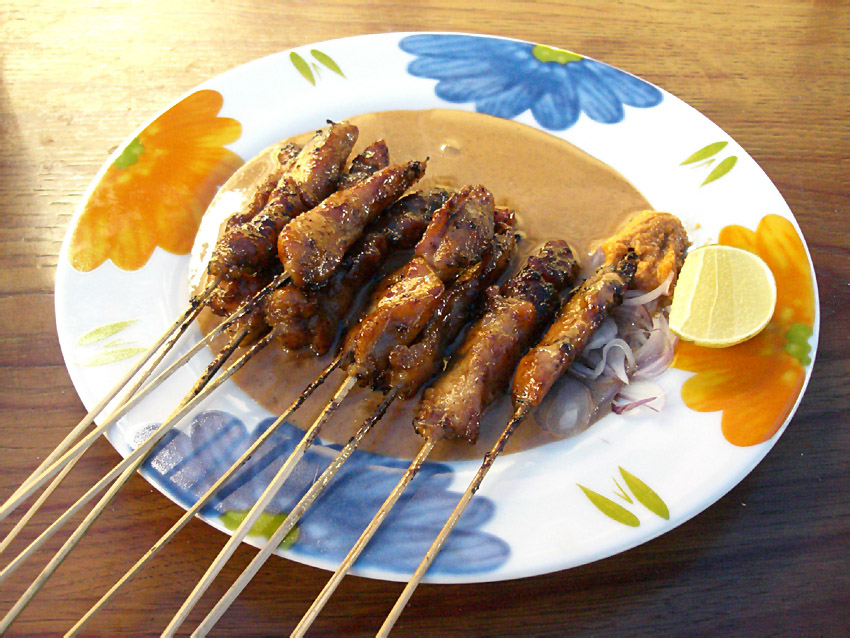
사테

### 남아시아

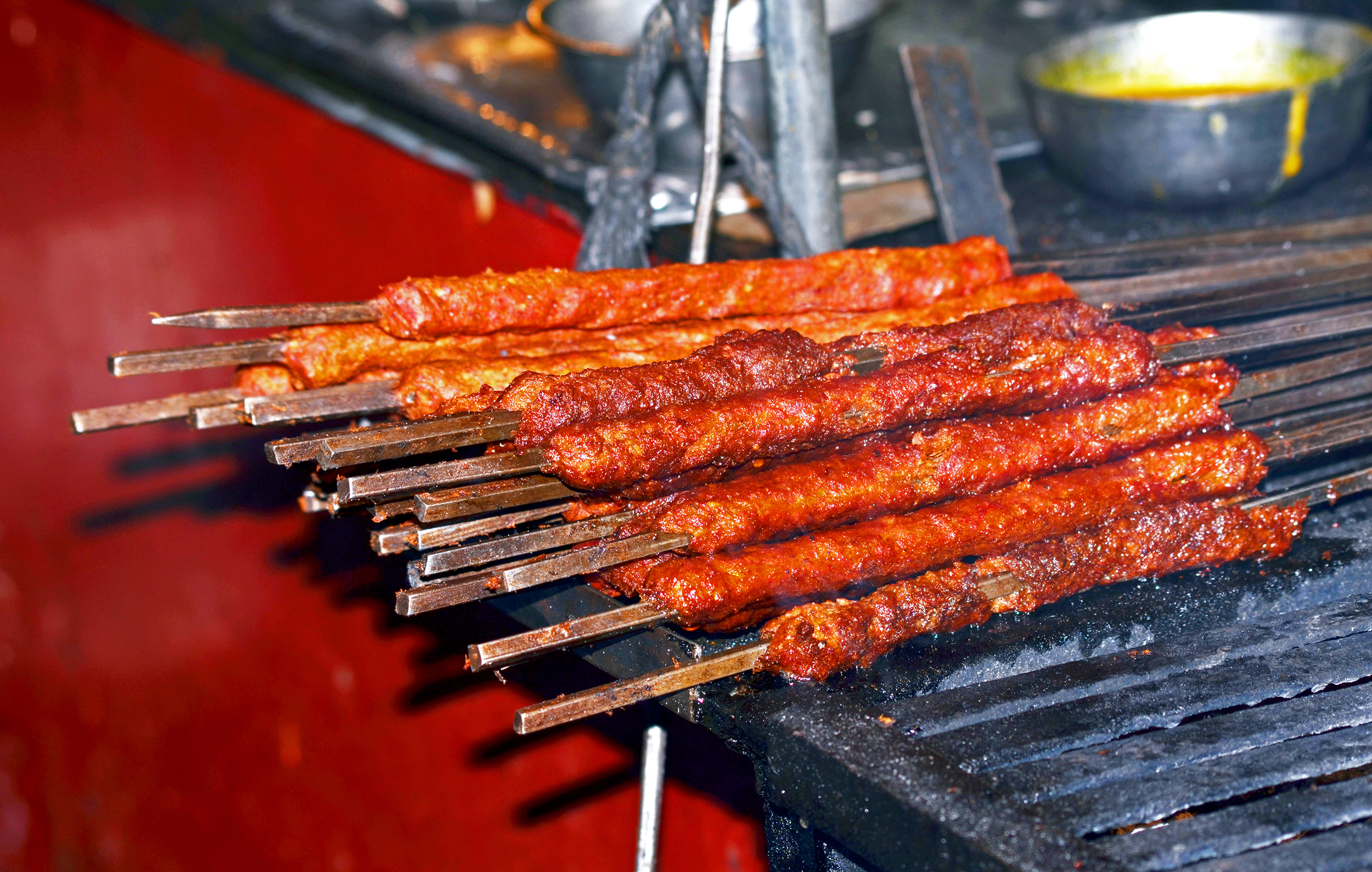
시크 케밥
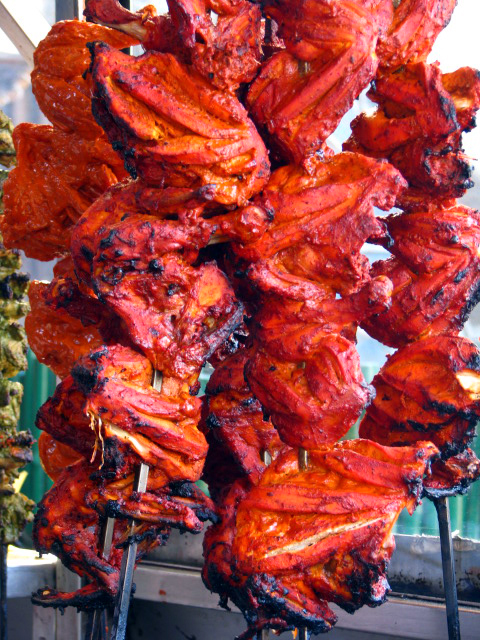
탄두리 치킨

### 서남아시아·중동

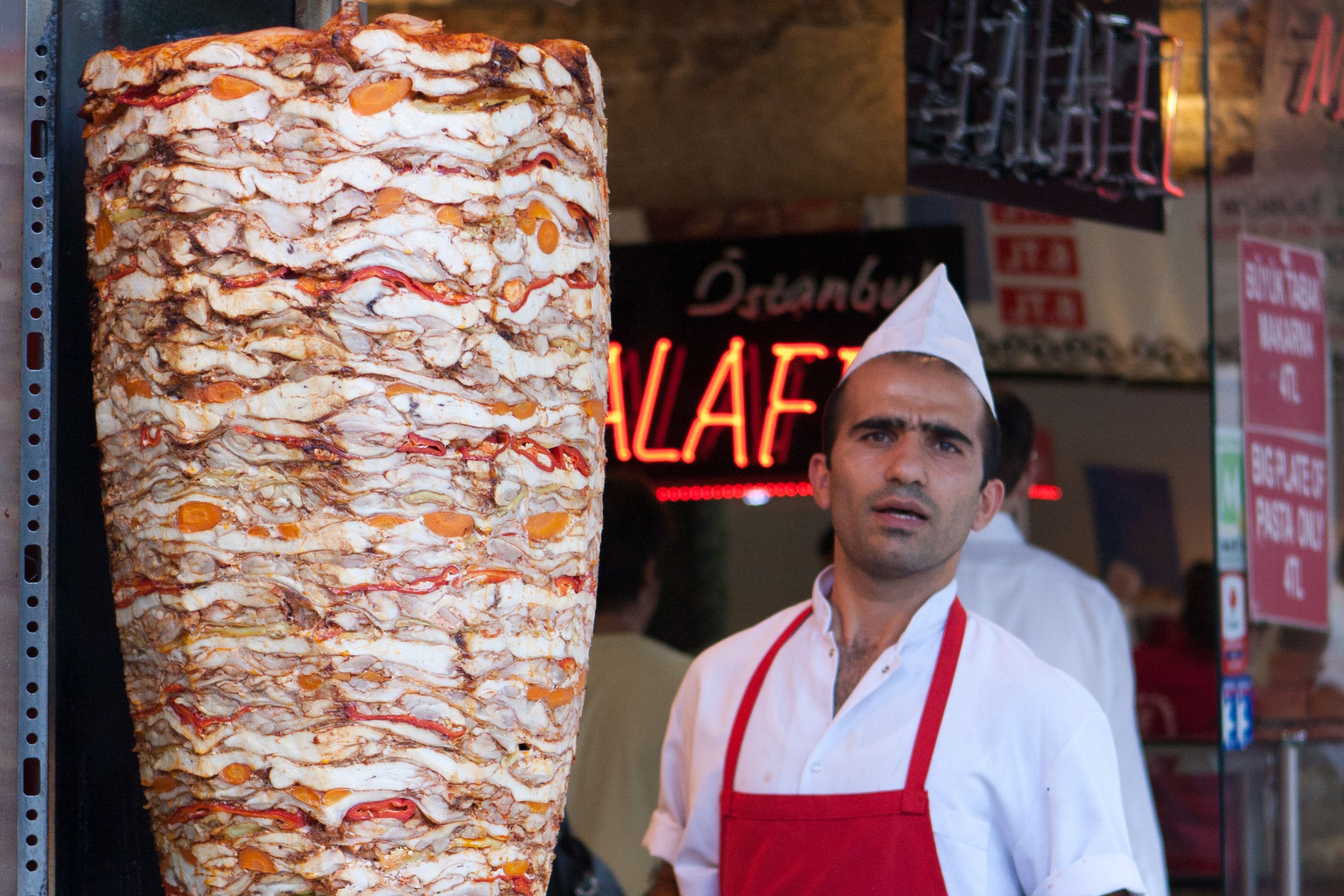
되네르 케밥
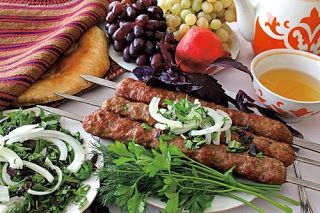
룰라 케밥
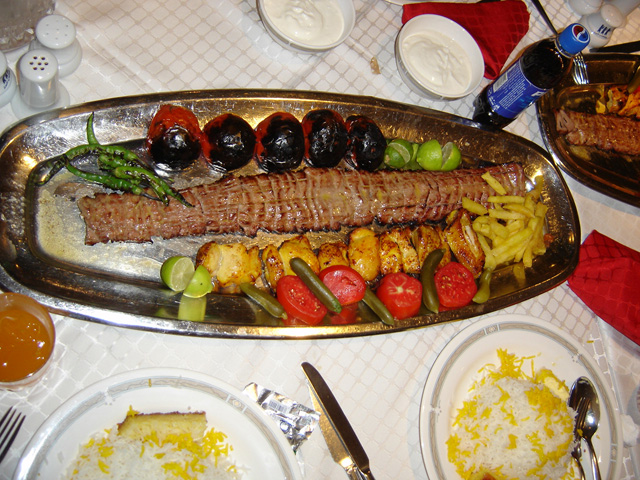
바르그 케밥
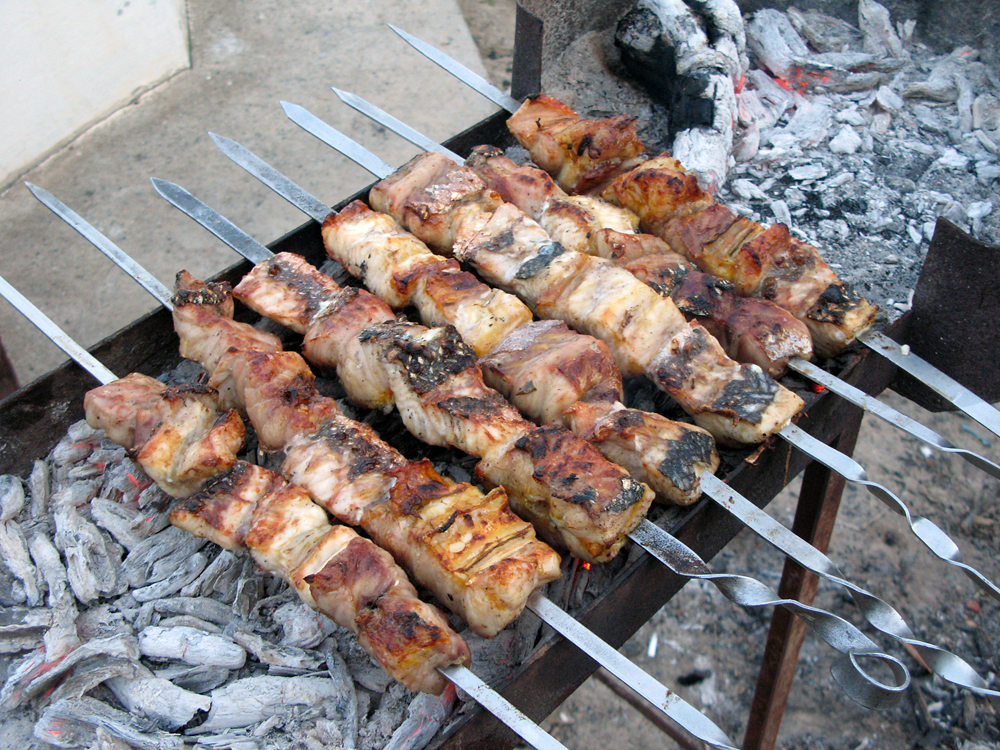
발르크 케밥
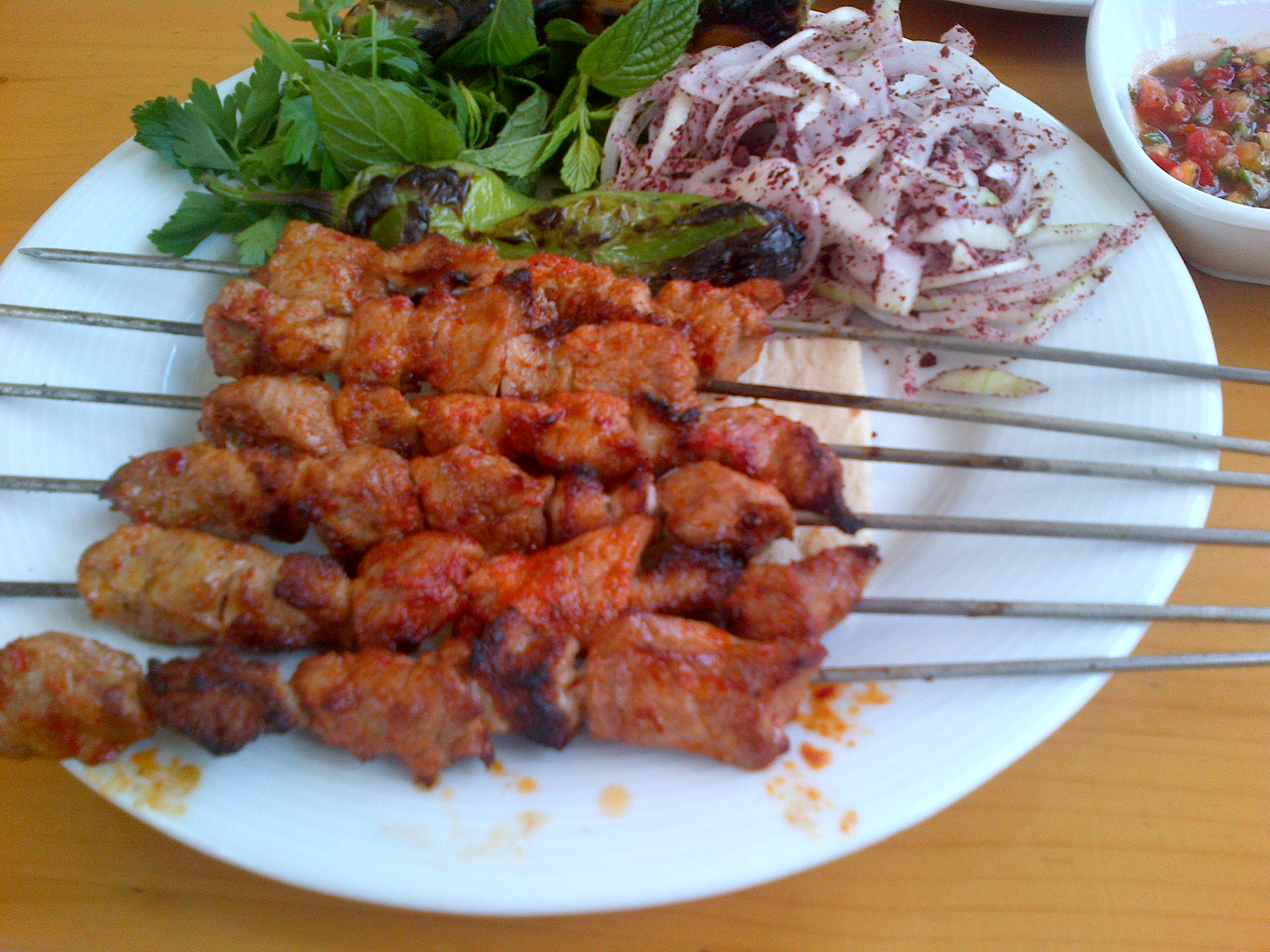
시시 케밥
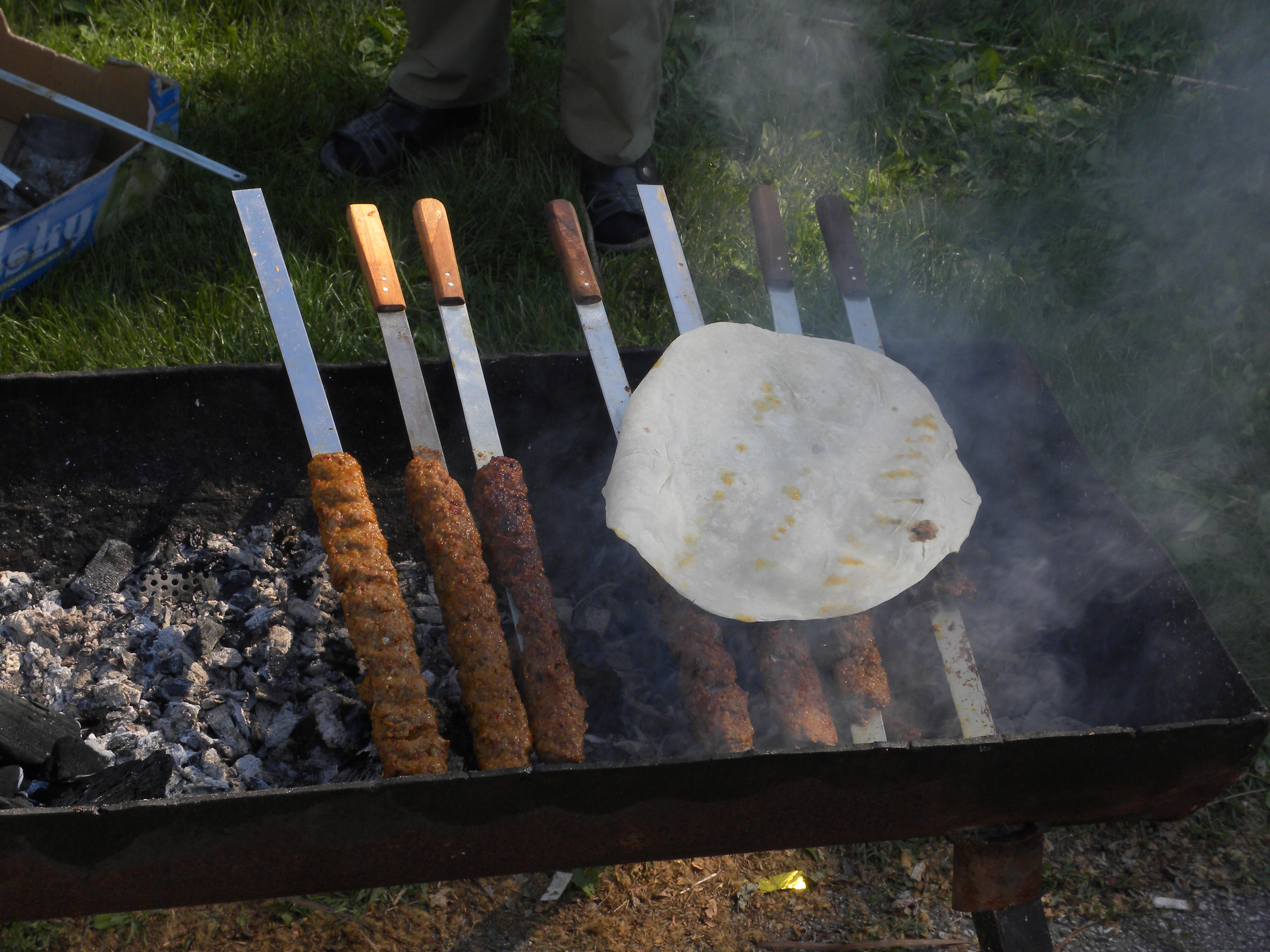
아다나 케밥
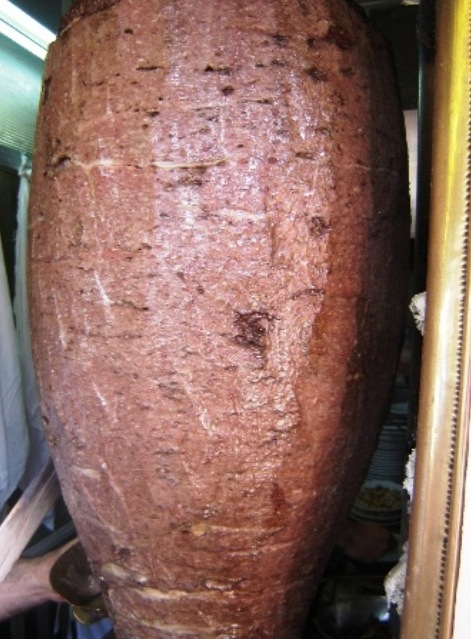
이스켄데르 케밥
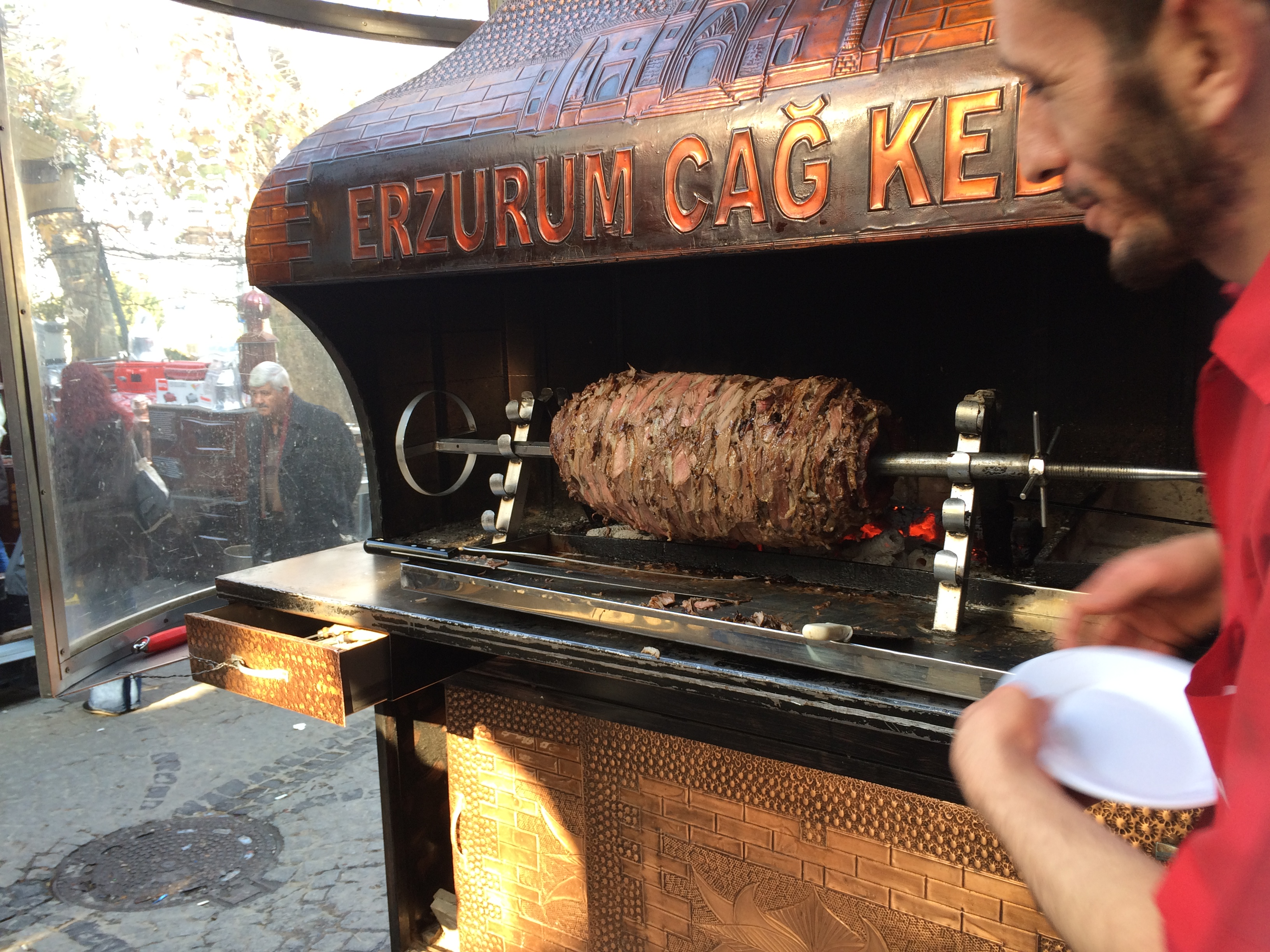
자 케밥

### 유럽

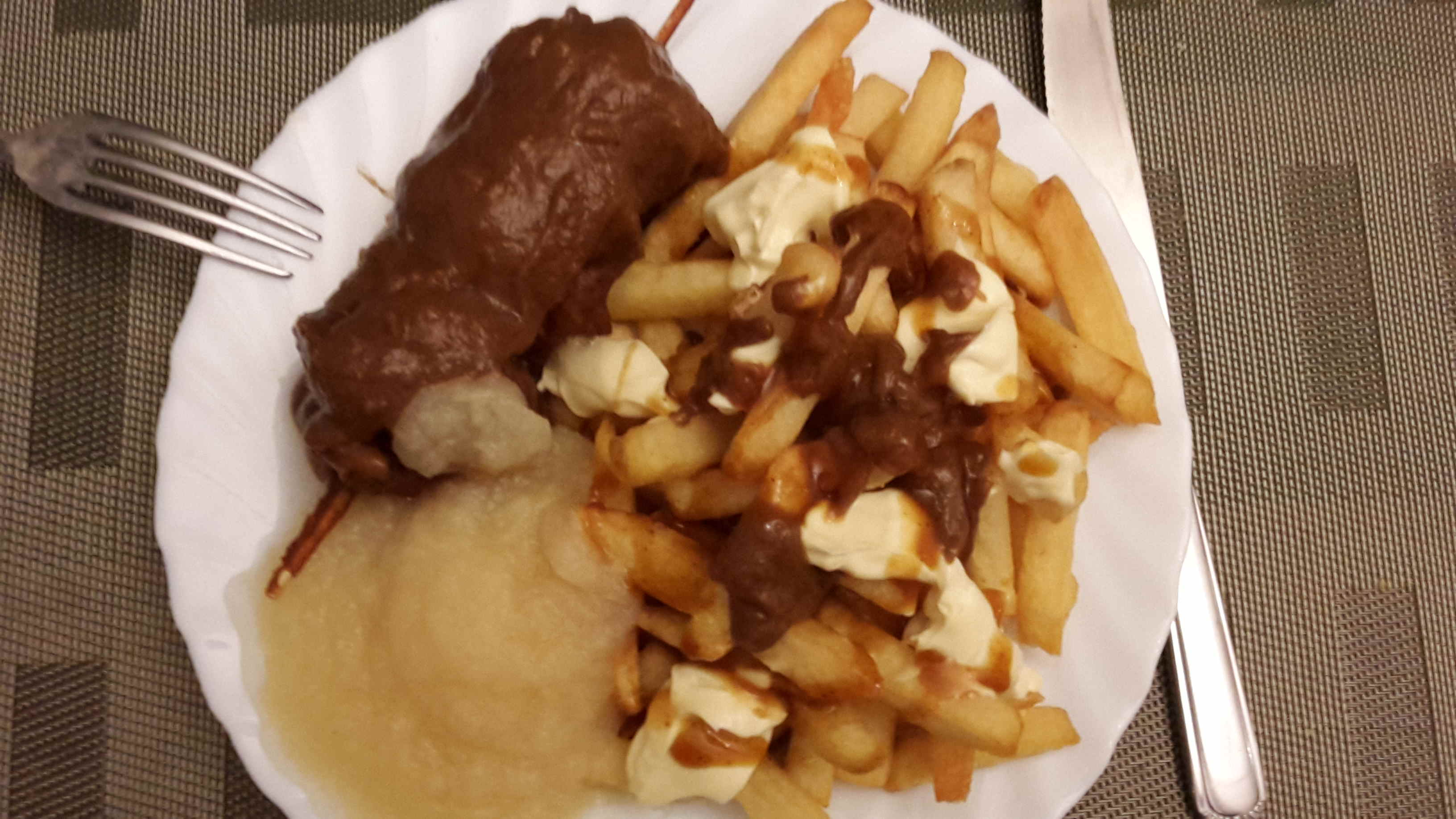
베렌합
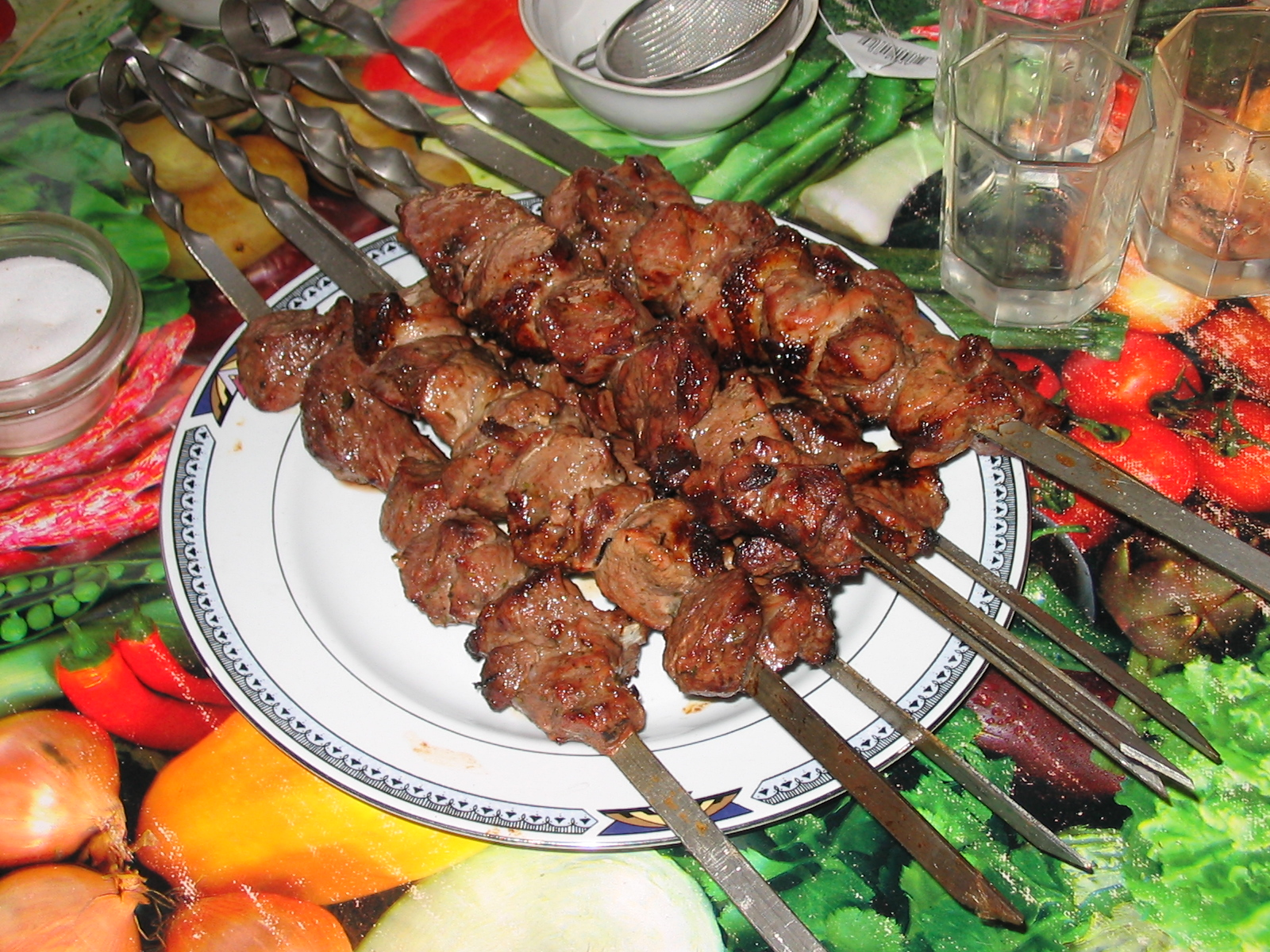
샤실리크
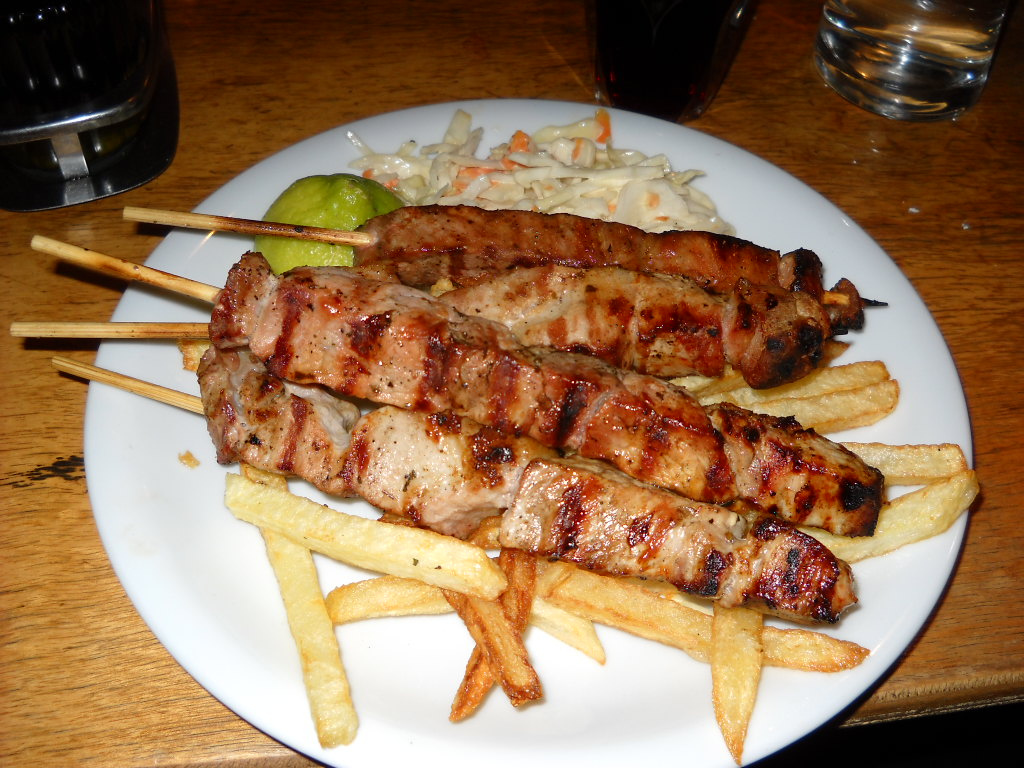
수블라키
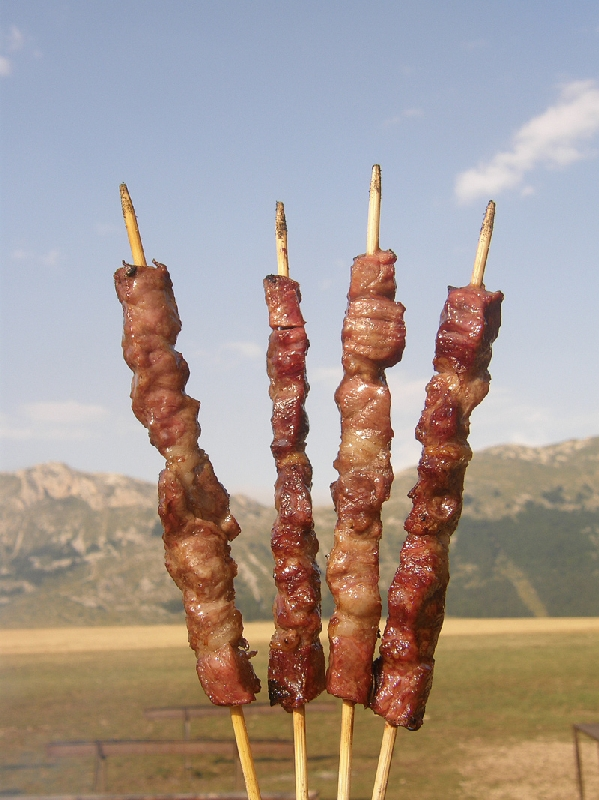
아로스티치니
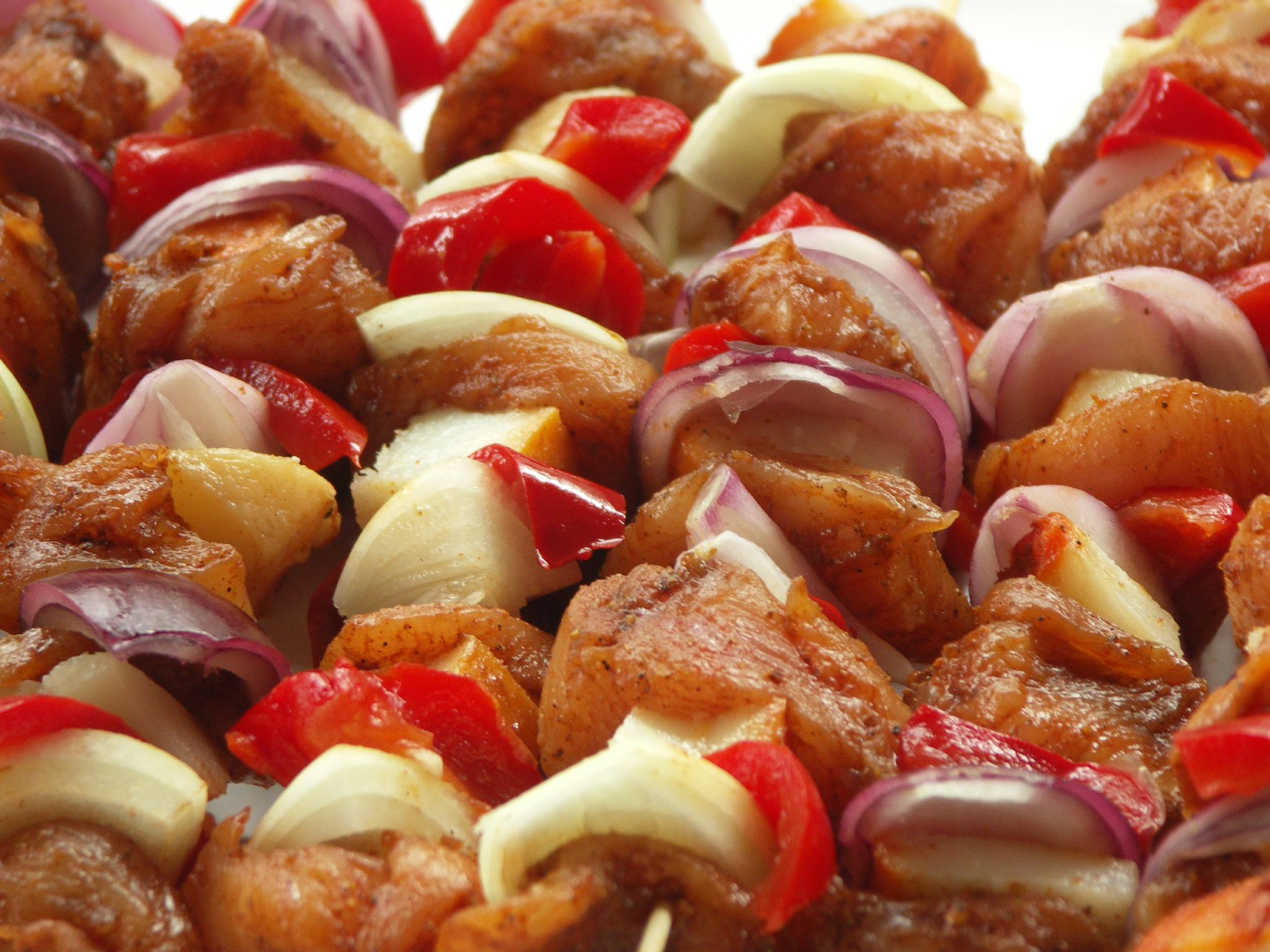
프리거루이
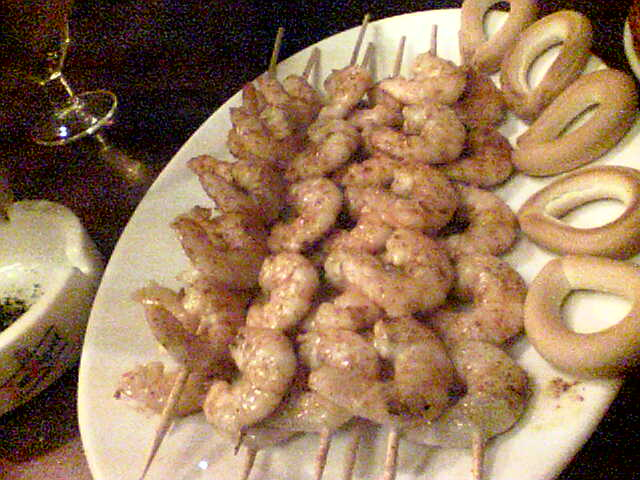
핀치토
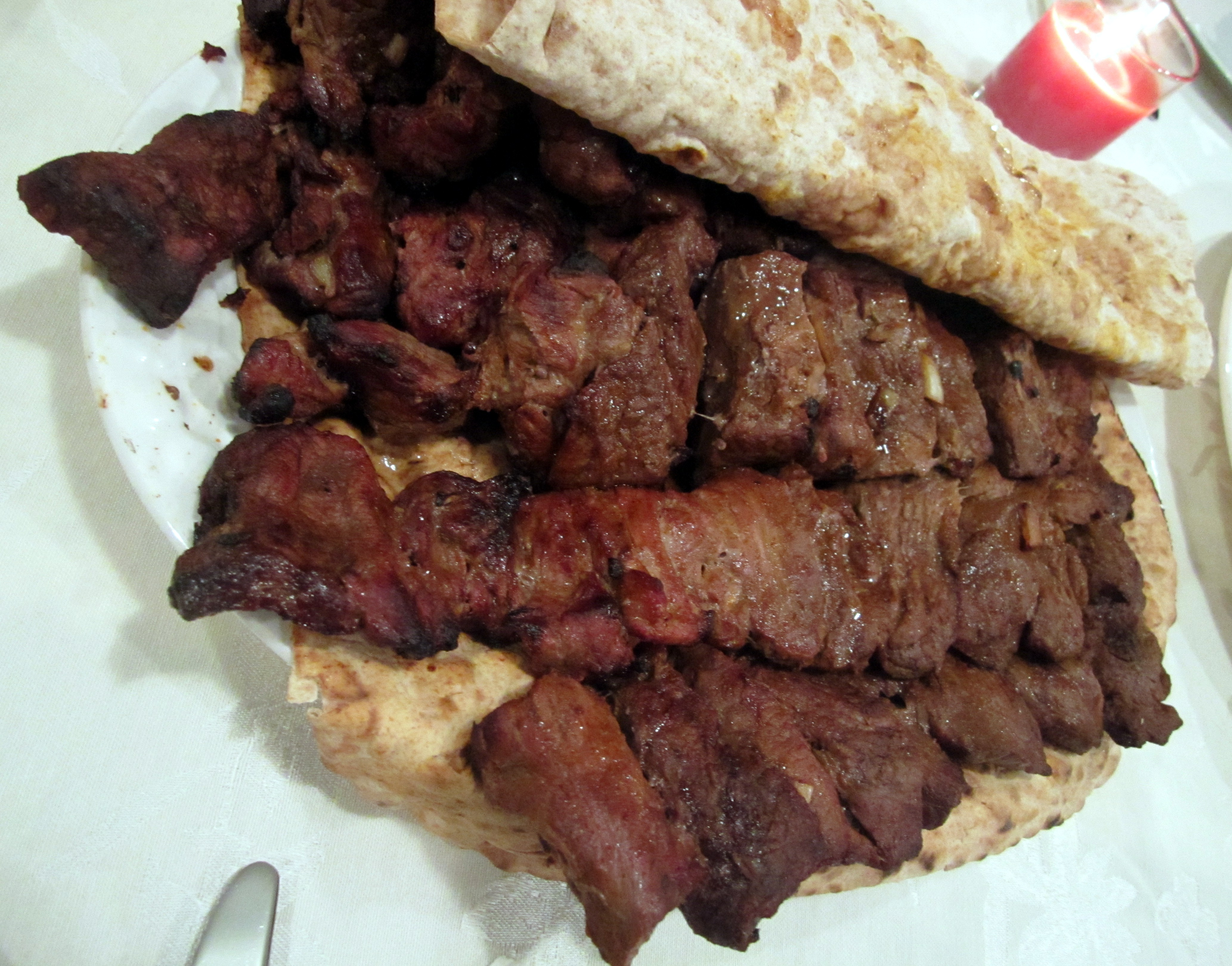
호로바츠

### 아프리카

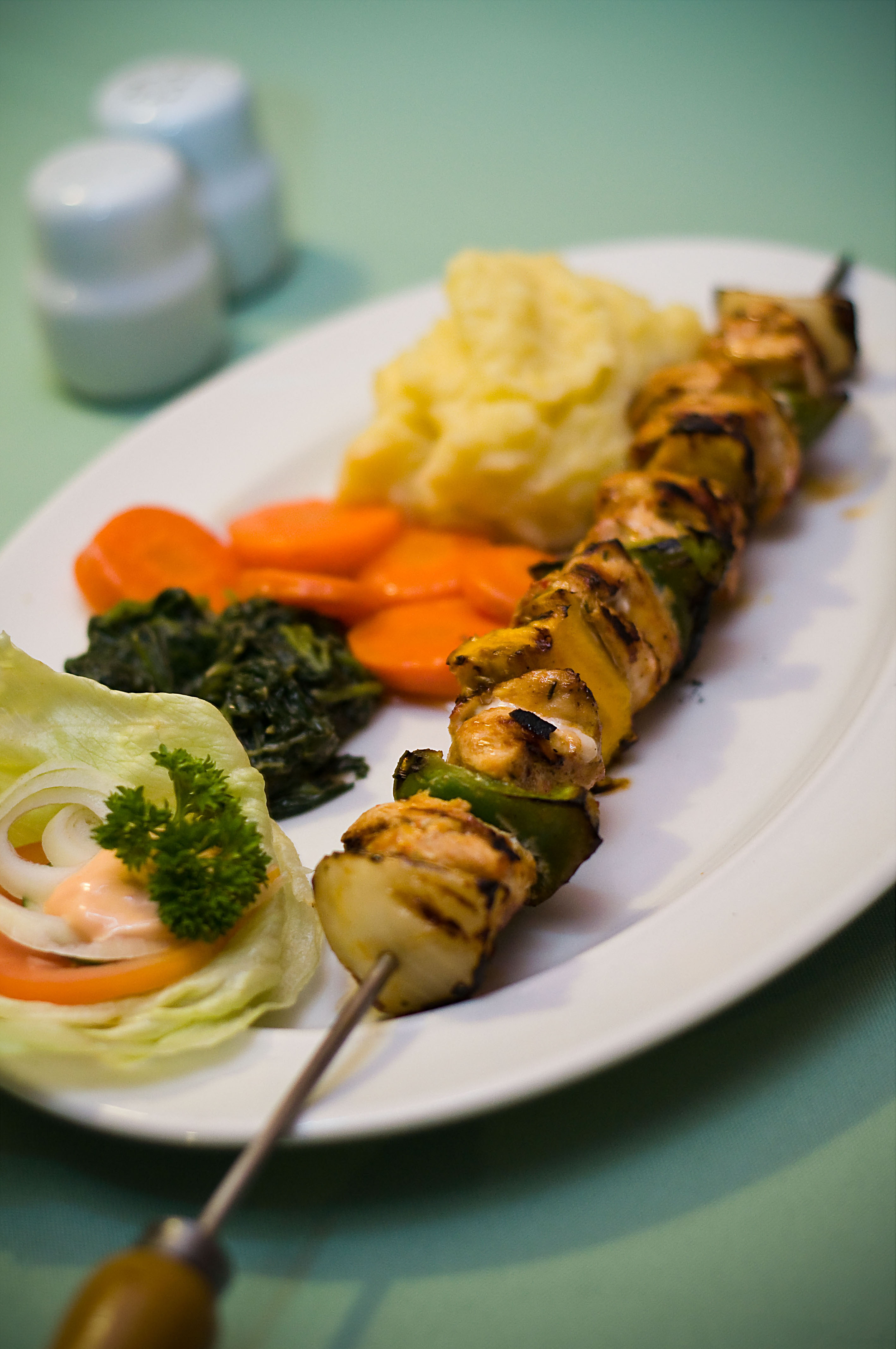
수사티
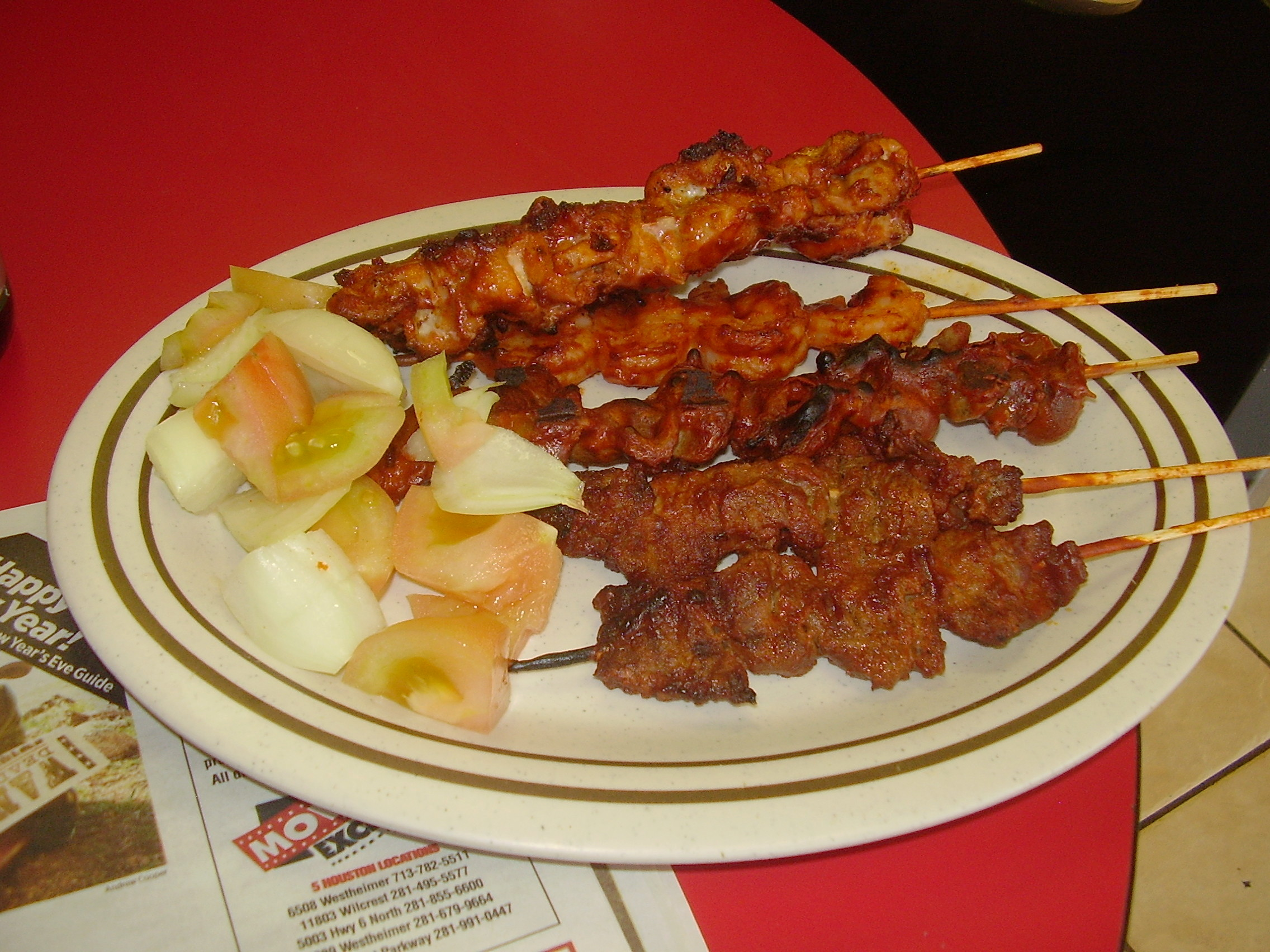
수야

### 아메리카

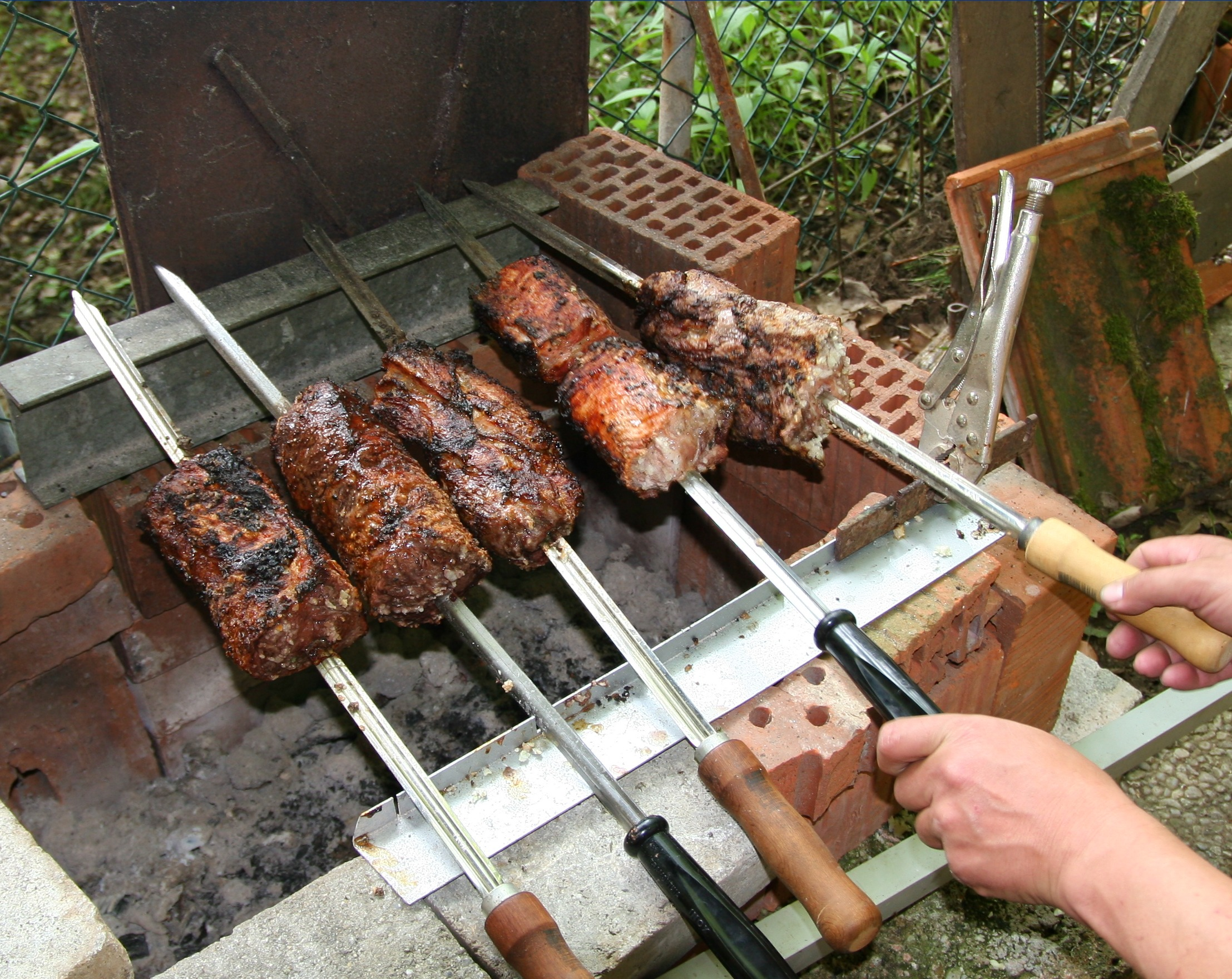
슈하스쿠
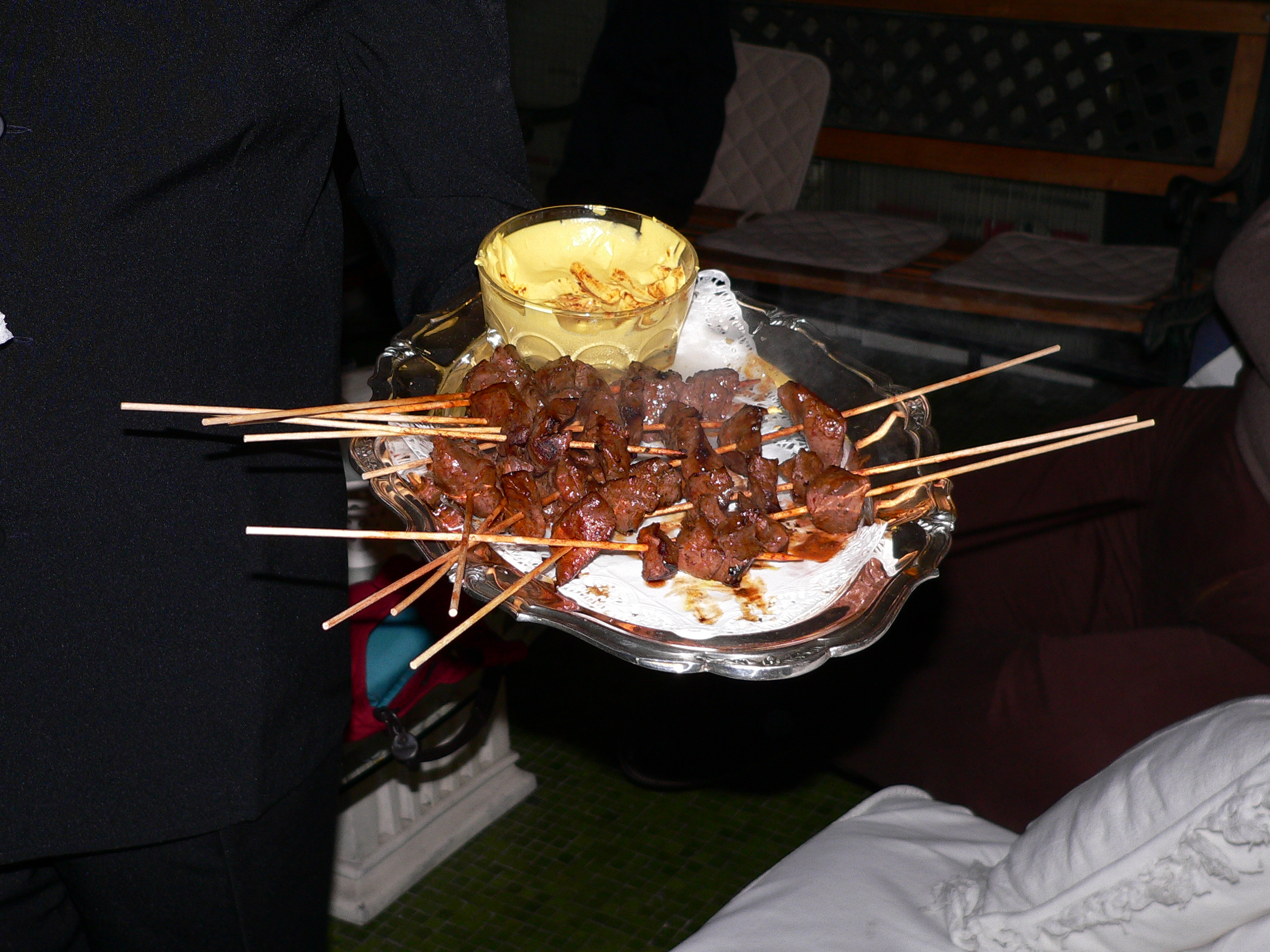
안티쿠초

## 같이 보기
- 회전구이